# Dichloorvos
Dichloorvos of DDVP (2,2-dichloorvinyldimethylfosfaat) is een insecticide. Het is een organofosfaatverbinding, een groep van verbindingen die vaak zeer giftig zijn en waarvan er een aantal als insecticiden (parathion, malathion) en als strijdgassen (tabun, sarin, soman, VX) toepassing vinden of gevonden hebben. Dichloorvos is voor mensen veel minder giftig dan voor insecten, hetgeen een relatief veilige toepassing in huis mogelijk maakt.
Dichloorvos is in de Europese Unie niet meer toegelaten als werkzame stof in gewasbeschermingsmiddelen. Het verbod ging in op 6 december 2007; bestaande voorraden mochten tot 6 december 2008 gebruikt worden. De motivatie voor de niet-toelating van dichloorvos was, dat het niet aangetoond is dat de geschatte blootstelling van toedieners, werknemers en omstanders aanvaardbaar is. De stof is zeer giftig bij inademing en kan bij contact op de huid deze overgevoelig maken. De stof wordt ook beschouwd als mogelijk kankerverwekkend voor de mens.